# 櫛部荒熊

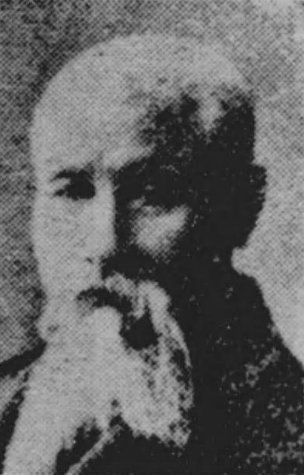
櫛部荒熊

櫛部 荒熊（くしべ あらくま、1871年2月23日（明治4年1月5日） - 1950年（昭和25年）2月15日）は、日本の弁護士、政治家。衆議院議員（静岡県第2区選出、当選1回）。

## 経歴
長門国萩（現在の山口県萩市）出身。山口県士族・櫛部善人の長男。川島小学校より萩中学校及び山口中学校を経て司法省文部省認定。1903年（明治36年）、明治法律学校（現在の明治大学）を卒業し、翌年に弁護士試験に合格した。
東京弁護士会評議員、台湾台中弁護士会長、日本弁護士協会理事などを務めた。
1930年（昭和5年）、第17回衆議院議員総選挙に出馬し、当選を果たした。立憲民政党に所属した。
その他、新宝石油取締役、日本煉瓦社長などを務めた。

## 人物
住所は東京市葛飾区青戸町1丁目。

## 家族
櫛部家
- 父・善人（山口士族[3]、旧毛利藩士[4]）
- 妻[3]